# Phonotimpus schulzefenai
Espèce
Synonymes
- Gosiphrurus schulzefenai Chamberlin & Ivie, 1936

Phonotimpus schulzefenai est une espèce d'araignées aranéomorphes de la famille des Phrurolithidae.

## Distribution
Cette espèce est endémique du Mexique. Elle se rencontre au Guerrero, dans l'État de Mexico, à Mexico et dans l'État de San Luis Potosí.

## Description
La femelle holotype mesure 2,23 mm.
Le mâle décrit par Chamé-Vázquez, Campuzano et Ibarra-Núñez en 2021 mesure 1,97 mm et la femelle 2,31 mm.

## Systématique et taxinomie
Cette espèce a été décrite sous le protonyme Gosiphrurus schulzefenai par Chamberlin et Ivie en 1936. Elle est placée dans le genre Drassinella par Platnick et Ubick en 1989 puis dans le genre Phonotimpus par Chamé-Vázquez, Campuzano et Ibarra-Núñez en 2021.

## Étymologie
Cette espèce est nommée en l'honneur de Leonhard Schultze-Jena.

## Publication originale
- Chamberlin & Ivie, 1936 : « New spiders from Mexico and Panama. » Bulletin of the University of Utah, vol. 27, no 5, p. 1-103.